# Italie au Concours Eurovision de la chanson 1962
L'Italie a participé au Concours Eurovision de la chanson 1962, alors appelé le « Grand prix Eurovision de la chanson européenne 1962 », à Luxembourg-Ville, au grand-duché du Luxembourg. C'est la 7e participation italienne au Concours Eurovision de la chanson.
Le pays est représenté par Claudio Villa et la chanson Addio, addio, sélectionnés par la Radio-télévision italienne au moyen du Festival de Sanremo.

## Sélection

### Festival de Sanremo 1962
Le radiodiffuseur italien, la Radiotelevisione Italiana (RAI, « Radio-télévision italienne »), sélectionne l'artiste et la chanson représentant l'Italie au Concours Eurovision de la chanson 1962 à travers la 12e édition du Festival de Sanremo,.
Le festival de Sanremo 1962, présenté par Renato Tagliani (it), Laura Efrikian et Vicky Ludovisi (it), a eu lieu du 8 au 10 février, pour les demi-finales, et le 18 février 1962, pour la finale, au Casino de Sanremo, dans la ville de Sanremo. Les chansons sont toutes interprétées en italien, langue nationale de l'Italie.
Parmi les participants au festival de Sanremo de 1962, certains ont déjà concouru ou concourront à une édition de l'Eurovision pour représenter l'Italie : Tonina Torrielli en 1956 ; Nunzio Gallo en 1957 ; Domenico Modugno en 1958, 1959 et 1966 ; Betty Curtis en 1961 et 1967 ; Emilio Pericoli en 1963.
Lors de cette sélection, c'est Claudio Villa et la chanson Addio, addio — chanson dont Claudio Villa est le 2e interprète lors du festival de Sanremo, le 1er interprète étant Domenico Modugno, qui est également le compositeur de cette chanson sur des paroles de Franco Migliacci —, qui furent choisis.

#### Demi-finale -1resoirée

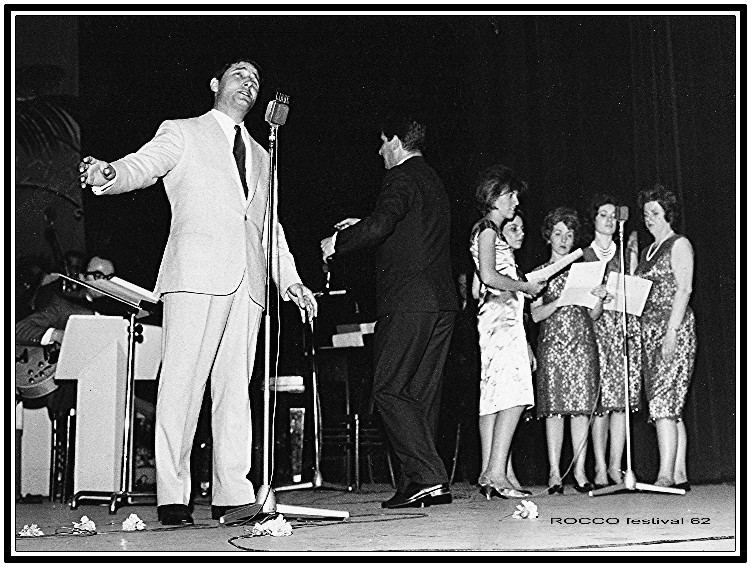
, l'un des participants qualifiés pour la finale du Festival de Sanremo 1962, interprète Inventiamo la vita lors de la première soirée, chanson également interprétée par Nunzio Gallo.

Les chansons sont classées par titre, l'ordre des interprétations n'étant pas connu.
| Ordre | 1er interprète       | 2e interprète         | Chanson                  | Traduction              |
| ----- | -------------------- | --------------------- | ------------------------ | ----------------------- |
|       | Fausto Cigliano      | Jenny Luna (it)       | Cose inutili             | Des choses inutiles     |
|       | Rossana              | Gian Costello (it)    | Due cipressi             | Deux cyprès             |
|       | Wanda Romanelli (it) | Nelly Fioramonti (it) | Fiori sull'acqua         | Des fleurs sur l'eau    |
|       | Luciano Tajoli       | Betty Curtis          | Il cielo cammina         | Le ciel marche          |
|       | Gesy Sebena (it)     | Giacomo Rondinella    | Il nostro amore          | Notre amour             |
|       | Nunzio Gallo         | Rocco Montana (it)    | Inventiamo la vita       | Nous inventons la vie   |
|       | Johnny Dorelli       | Gloria Christian      | L'ombrellone             | Le parasol              |
|       | Gino Bramieri        | Aurelio Fierro        | Lui andava a cavallo     | Il s'en alla à cheval   |
|       | Wilma De Angelis     | Lucia Altieri (it)    | Lumicini rossi           | Petites lumières rouges |
|       | Flo Sandon's         | Mario D'Alba          | Passa il tempo           | Que le temps passe      |
|       | Aura D'Angelo (it)   | Claudio Villa         | Quando il vento d'aprile | Quand le vent d'avril   |
|       | Tony Renis           | Emilio Pericoli       | Quando quando quando     | Quand quand quand       |
|       | Sergio Bruni         | Milva                 | Tango italiano           | Tango italien           |
|       | Cocky Mazzetti (it)  | Joe Sentieri          | Tobia                    | -                       |
|       | Arturo Testa (it)    | Jolanda Rossin (it)   | Un'anima leggera         | Une âme légère          |
|       | Narciso Parigi       | Giorgio Consolini     | Vita                     | La vie                  |

#### Demi-finale -2esoirée
Les chansons sont classées par titre, l'ordre des interprétations n'étant pas connu.
| Ordre | 1er interprète       | 2e interprète         | Chanson                    | Traduction                   |
| ----- | -------------------- | --------------------- | -------------------------- | ---------------------------- |
|       | Domenico Modugno     | Claudio Villa         | Addio, addio               | Adieu, adieu                 |
|       | Tonina Torrielli     | Nelly Fioramonti (it) | Aspettandoti               | T'attendant                  |
|       | Johnny Dorelli       | Betty Curtis          | Buongiorno amore           | Bonjour amour                |
|       | Arturo Testa (it)    | Jolanda Rossin (it)   | Centomila volte            | Cent mille fois              |
|       | Joe Sentieri         | Aurelio Fierro        | Cipria di sole             | Poudre de soleil             |
|       | Silvia Guidi (it)    | Jenny Luna (it)       | Conta le stelle            | Raconte les étoiles          |
|       | Sergio Bruni         | Ernesto Bonino (it)   | Gondolì gondolà            | Gondoles, gondole            |
|       | Wilma De Angelis     | Tanya                 | I colori della felicità    | Les couleurs du bonheur      |
|       | Gene Colonnello (it) | Gloria Christian      | Innamorati                 | Amoureux                     |
|       | Corrado Lojacono     | Luciano Tajoli        | L'anellino                 | Le petit agneau              |
|       | Nunzio Gallo         | Bruna Lelli (it)      | L'ultimo pezzo di terra    | Le prix ultime de la terre   |
|       | Pierfilippi (it)     | Cocky Mazzetti (it)   | Occhi senza lacrime        | Des yeux sans larmes         |
|       | Gino Bramieri        | Rocco Torrebruno (it) | Pesca tu che pesco anch'io | Puisque tu pinces, moi aussi |
|       | Flo Sandon's         | Edda Montanari (it)   | Prima del paradiso         | Avant le paradis             |
|       | Milva                | Miriam Del Mare (it)  | Stanotte al luna park      | Cette nuit à la fête foraine |
|       | Mario Abbate         | Fausto Cigliano       | Vestita di rosso           | Vêtue de rouge               |

#### Finale
Les chansons sont classées par résultats finaux, l'ordre des interprétations n'étant pas connu.
Les chansons qualifiées pour la finale de cette édition du festival de Sanremo ont également été interprétées lors d'une 3e soirée non compétitive le 10 février suivant les deux demi-finales.
| Ordre | 1er interprète    | 2e interprète         | Chanson                | Traduction                   | Points    | Place |
| ----- | ----------------- | --------------------- | ---------------------- | ---------------------------- | --------- | ----- |
|       | Domenico Modugno  | Claudio Villa         | Addio, addio           | Adieu, adieu                 | 1 496 411 | 1     |
|       | Sergio Bruni      | Milva                 | Tango italiano         | Tango italien                | 1 255 805 | 2     |
|       | Sergio Bruni      | Ernesto Bonino (it)   | Gondolì gondolà        | Gondoles, gondole            | 295 049   | 3     |
|       | Tony Renis        | Emilio Pericoli       | Quando, quando, quando | Quand, quand, quand          | 224 686   | 4     |
|       | Milva             | Miriam Del Mare (it)  | Stanotte al luna park  | Cette nuit à la fête foraine | 208 573   | 5     |
|       | Gino Bramieri     | Aurelio Fierro        | Lui andava a cavallo   | Il s'en alla à cheval        | 194 990   | 6     |
|       | Arturo Testa (it) | Jolanda Rossin (it)   | Un'anima leggera       | Une âme légère               | 143 354   | 7     |
|       | Joe Sentieri      | Aurelio Fierro        | Cipria di sole         | Poudre de soleil             | 118 826   | 8     |
|       | Tonina Torrielli  | Nelly Fioramonti (it) | Aspettandoti           | T'attendant                  | 111 785   | 9     |
|       | Johnny Dorelli    | Betty Curtis          | Buongiorno amore       | Bonjour amour                | 91 750    | 10    |
|       | Flo Sandon's      | Mario D'Alba          | Passa il tempo         | Que le temps passe           | 80 848    | 11    |
|       | Nunzio Gallo      | Rocco Montana (it)    | Inventiamo la vita     | Nous inventons la vie        | 72 964    | 12    |

## À l'Eurovision
Chaque jury d'un pays attribue 3, 2 et 1 vote à ses 3 chansons préférées.

### Points attribués par l'Italie
| 3 points | Yougoslavie |
| 2 points | France      |
| 1 point  | Danemark    |

### Points attribués à l'Italie
| 3 points | 2 points     | 1 point       |
| -------- | ------------ | ------------- |
|          | - Luxembourg | - Yougoslavie |

Claudio Villa interprète Addio, addio en 15e position, après le Luxembourg et avant Monaco. Au terme du vote final, l'Italie termine 9e sur 16 pays avec 3 points.